# Editora UFRJ
Editora UFRJ é uma editora universitária brasileira, fundada no ano de 1986, no Rio de Janeiro, sendo a editora da Universidade Federal do Rio de Janeiro (UFRJ).

## História
A Editora UFRJ, braço editorial da Universidade Federal do Rio de Janeiro (UFRJ), foi fundada no ano de 1986 na cidade do Rio de Janeiro, durante o período em que Horácio Macedo foi reitor da universidade carioca. Macedo inspirou-se no modelo da Editora da Universidade de São Paulo (Edusp), editora da Universidade de São Paulo (USP), que iniciou como co-editora até formalmente tornar-se uma editora. Já em seu primeiro ano, promoveu o lançamento coletivo de quinze livros no Fórum de Ciência e Cultura no bairro da Urca, tendo entre os lançamentos a obra Teorias poéticas do Romantismo, de autoria de Luiza Lobo.
Entre os autores que já tiveram obras publicadas pela editora incluem-se nomes como Beatriz Sarlo, Lucia Castello Branco, Florestan Fernandes, Anísio Teixeira, Otávio Velho, Pedro Calmon, José Murilo de Carvalho, Bruno Latour, dentre outros.
Na quadragésima segunda edição do Prêmio Jabuti, em 2000, a editora recebeu suas duas primeiras premiações no principal prêmio literário do país. Com o livro Pré-História da Terra Brasilis, organizado por Maria Cristina Tenório, a edição foi premiada por sua capa, elaborada por Adriana Moreno. Na mesma edição do prêmio, na categoria 'Ciências Exatas, Tecnologia e Informática' a editora ganhou seu segundo Jabuti, com o livro Complexidade e Caos, organizado por H. Moysés Nussenzveig.
No ano de 2014, sob a gestão de Carlos Antônio Levi da Conceição, a editora fundou uma livraria, com espaço para cafetaria, localizada no bairro de Botafogo, ao lado do Shopping Rio Sul.Esta livraria encerrou definitivamente suas atividades em 2024, quando o local foi desocupado em razão da concessão da área. Atualmente, há uma livraria localizada dentro do Palácio Universitário, no Campus Praia Vermelha.